# Poulaphuca (Burren)

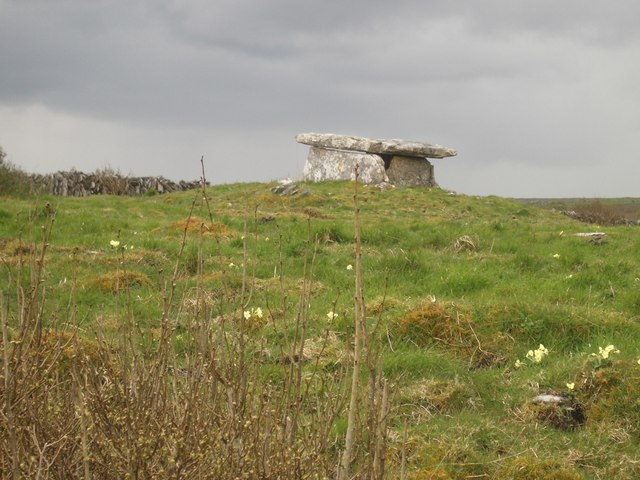
Wedge Tomb Poulaphuca im Burren

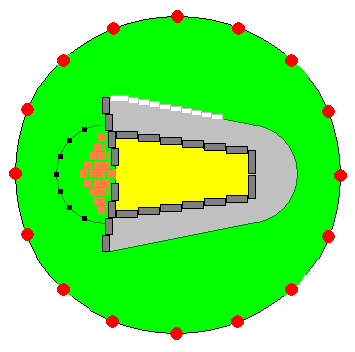
Prinzipskizze Wedge Tomb am Beispiel Island

Das Wedge Tomb Poulaphuca (irisch Poll an Phúca „das Loch der Púca“) (englisch Fairies Cave) – (deutsch „Höhle der Feen“ – auch Wedge Tomb von Meggagh genannt) liegt westlich der Streusiedlung Carran auf einem Hügel in der Burrenregion des County Clare in Irland. Der Name Poulaphuca kommt in Irland häufiger vor. Wedge Tombs (deutsch „Keilgräber“), früher auch „wedge-shaped gallery grave“ genannt, sind ganglose, mehrheitlich ungegliederte Megalithbauten der späten Jungsteinzeit und der frühen Bronzezeit.
Eine kleine kistenartige Kammer aus den Plattenkalken des Burren ist erhalten, während die Steine des Cairns wohl zum Bestandteil der endlosen Trocksteinmauern des Burren wurden. Die erhaltenen vier Platten bilden jeweils eine der Seiten und die Decke, während die Frontplatte fehlt. In der Nähe liegen zwei kleine Cairns.